# Coutinho
Antônio Wilson Vieira Honório, ismertebb nevén: Coutinho (Piracicaba, 1943. június 11. – Santos, 2019. március 11.) világbajnok brazil válogatott labdarúgó, edző.
A brazil válogatott tagjaként részt vett az 1962-es világbajnokságon.

## Sikerei, díjai

### Játékosként
Santos
- Paulista bajnok (8): 1958, 1960, 1961, 1962, 1964, 1965, 1967, 1968
- Torneio Rio-São Paulo (4): 1959, 1963, 1964, 1966
- Taça Brasil (5): 1961, 1962, 1963, 1964, 1965
- Torneo Roberto Gomes Pedrosa (1): 1968
- Copa Libertadores (2): 1962, 1963
- Interkontinentális kupagyőztes (2): 1962, 1963

Brazília
- Világbajnok (1): 1962

Egyéni
A Copa Libertadores társgólkirálya (1): 1962 (6 gól)